# Disturbia (chanson)
Pour les articles homonymes, voir Disturbia.
Singles de Rihanna
If I Never See Your Face Again
(2008) Live Your Life
(2008)
Pistes de Good Girl Gone Bad (réédition)
Good Girl Gone Bad Take a Bow
Disturbia est une chanson de Rihanna. Elle a été écrite par Brian Seals, Chris Brown, Andre Merritt et Robert Allen (en) pour la réédition du troisième album studio de la chanteuse Rihanna, Good Girl Gone Bad. C'est le troisième single issu de cette réédition, après Take a Bow et If I Never See Your Face Again. La chanson a été produite par Brian Seals.
Le titre est disponible depuis le 5 août 2008. en téléchargement, et est sorti en single CD au Royaume-Uni le 22 juillet 2008. Il s'est vendu à 8 millions d'exemplaires à travers le monde.
"Disturbia" est une chanson dance-pop et electropop endiablée avec rythme effréné,. Pour ce qui est des paroles, la chanson parle d'angoisse, d'anxiété et de confusion. La chanson a reçu un retour positif de la part des critiques, qui en général faisaient l'éloge du ton sombre de la chanson, du rythme et des paroles, et notaient le fait que cela rappelait un autre single de Rihanna, "Don't Stop the Music" (2007). Avec le single "Disturbia", Rihanna a reçu un prix pour la Meilleure Chanson Internationale aux NRJ Music Awards de 2009 et une nomination pour le Grammy Awards du meilleur enregistrement dance de 2009.
"Disturbia" a connu un succès commercial, et est arrivé en première place du hit-parade en Belgique (Flandres) et en Nouvelle-Zélande. Il est devenu un hit du top dix dans plus de vingt pays dont l'Australie, le Canada et le Royaume-Uni. Le morceau est arrivé en haut du classement américain Billboard Hot 100 pendant deux semaines consécutives, devenant ainsi le troisième single de Good Girl Gone Bad à arriver en première position, et le quatrième en tout. Le clip vidéo accompagnant la chanson a été produit par Anthony Mandler. Il montre Rihanna dans plusieurs endroits, comme par exemple une cellule de prison et une chambre à gaz. "Disturbia" est souvent l'un des morceaux au programme des concerts des tournées et prestations de Rihanna depuis sa sortie.

## Création
"Disturbia" a été écrite par l'artiste américain Chris Brown et son équipe qui comprenait Brian Kennedy, Rob. A et Andre Merritt, plus connus sous le nom de Graffiti Artizts. La chanson fut d'abord pensée pour faire partie de la réédition de Exclusive (2007) le deuxième album studio de Brown. Cependant, après avoir fini la chanson, il lui préféra une autre chanson, "Forever", qui par la suite deviendra le single principal de la réédition de son album, appelé Exclusive: The Forever Edition (2008). Il avait l'impression que "Disturbia" conviendrait mieux à une chanteuse, et envoya le morceau à Rihanna. Quand il écrivait la chanson, il voulait "partir complètement sur le côté, et que ce soit un peu bizarre". Lors d'une interview avec USA Today, Brown décrit ce qu'il a ressenti en donnant la chanson à Rihanna: "C'est bien d'être créatif, et même si on a un concept en tête pour une nouvelle chanson, on peut l'écrire et la donner à quelqu'un d'autre, parce que la chanson n'est pas forcément faite pour soi, mais peut être une simple idée qu'on a eue".
"Disturbia" est enregistrée en 2008 aux Rocky Mountain Recorders à Denver dans le Colorado. À Nick Levine de Digital Spy, Rihanna explique: "Je suis entrée dans le studio en faisant de la musique à ma manière. Je me suis retrouvée dans la chanson en un instant." Dans une interview pour This Morning, Rihanna explique que la chanson n'est pas nécessairement à propos d'une expérience personnelle particulière, mais plutôt à propos du sentiment plus général d'angoisse, d'anxiété et de confusion. Rihanna poursuit en expliquant qu'elle voulait enregistrer ce morceau parce qu'elle sentait que les auditeurs pourraient s'y identifier. Lorsque Good Girl Gone Bad était reformaté, Rihanna est allée voir L.A. Reid, le chef de Def Jam Recordings, en suggérant de sortir "Disturbia" sous le format de single CD comme fait précédemment pour "Take a Bow". Reid dit par la suite à MTV News: "C'était la première fois que Rihanna est venue vers moi et m'a dit: 'Voilà une chanson que je voudrais publier'. Elle m'a fait écouter le morceau. C'était elle qui prenait en main la situation […] Elle sait quelle chanson sera un hit, et elle sait ce qu'elle veut dire. Elle est arrivée à un point dans sa carrière où elle est capable de faire ça".

## Composition
Musicalement, "Disturbia" est une chanson dance-pop et électropop endiablée avec "rythme effréné",. La chanson rappelle un autres single de Rihanna, "Don't Stop the Music" (2007). La chanson teintée de rock débute avec un cri tout droit sorti d'un film d'horreur, suivi du hook (ou crochet) "Bum-bum-be-dum-bum-bum-be-dum-bum" qui a été comparé au hook "Ella-ella-ella-ey-ey" de "Umbrella" (2007). BBC News l'a interprété comme Rihanna chantant à propos de la peur, mais a dit que les paroles n'avaient pas de sens.
Fraser McAplpine de BBC Music avance que le refrain de la chanson est similaire à "Blue (Da Ba Dee)" (1999) de Eiffel 65. Selon la partition numérique publiée sur Musicnotes.com par Sony/ATV Music Publishing, "Disturbia" est composée en Si mineur et possède un groove techno-pop modéré. La tessiture de Rihanna s'étend de la note la plus basse Ré3 à la note la plus haute Mi5, et le morceau suit une suite d'accords de Si mineur-Ré-La-Sol pour les couplets et le refrain. La chanson comprend plusieurs effets vocaux, surtout de l'Auto-Tune et un vocodeur qui contraste avec le rythme de la chanson et sa mélodie tortueuse.

## Accueil et critiques
"Disturbia" a reçu des critiques positives de la part de critiques contemporains. Josh Tyrangiel du Time a complimenté les "mélodies qui rebondissent dans la tête comme une balle en caoutchouc". Alex Fletcher de Digital Spy dit que contrairement au septième single sorti pas un artiste, "Disturbia" est l'un des morceaux les plus forts de Rihanna, ce qui prouve qu'elle règne sur 2008 comme elle a régné sur 2007. Il poursuit en décrivant le single comme « une friandise électro remplie d'un rythme effréné et d'effets vocaux ». Fletcher souligne ensuite l'efficacité du hook dès l'intro, et explique que le refrain est le plus entraînant de Rihanna depuis "Umbrella". Spence D de IGN pense lui que le morceau a un hook contagieux qui vous aspire dans le rythme électronique détaché de la chanson. Jaime Gill de Yahoo! Music insiste sur "le hook insistant, le rythme robuste et la mélodie tortueuse et alambiquée" de la chanson. Fraser McAlpine de BBC Music considère les points forts de la chanson comme étant la voix plaintive mais glacée de Rihanna, le refrain glacial mais endiablé, et le fait que le refrain rappelle Eiffel-65.
Billboard place la chanson à la neuvième place sur sa liste "Chansons de l'été 2008" ("Songs of the Summer of 2008"). Time Magazine la place numéro deux sur sa liste des "10 meilleures chansons de l'été" ('10 Best Songs of the Summer'), après "All Summer Long" de Kid Rock. Selon Caryn Ganz, critique pour le magazine américain Rolling Stone, "Disturbia" est la deuxième meilleure chanson de 2008 après "Kids" de MGMT. Le single gagne de prix de la Meilleure Chanson Internationale des NRJ Music Awards de 2009, cependant à cause d'une erreur de communication, c'est Katy Perry qui accepte la récompense, pour son single "I Kissed a Girl". Plus tard, le présentateur Nikos Aliagas explique que c'est initialement Rihanna qui a obtenu ce prix. Le morceau est également nommé dans la catégorie Meilleur Enregistrement Dance pour la 51e cérémonie des Grammy Awards, mais perd face à "Harder, Better, Faster, Stronger" de Daft Punk.

## Informations
Le titre suit les pas de Don't Stop the Music en proposant des sons rapides et pop-dance. Par contre, les textes ont des sonorités sombres mêlés de sentiments d'angoisse et de confusion. La chanson suit un format de vers en ABAB. Cette musique est classée comme chanson internationale d'après les NRJ Music Awards 2009.
Le single fait partie d'une des danses disponibles dans Just Dance 4

## Vidéoclip
Le clip a été dirigé par Anthony Mandler et coréalisé par Rihanna le 29 juin 2008. Madonna et le photographe Steven Klein ont élaboré le concept et imaginé le décor. 
Le clip de « Disturbia » commence dans une chambre de torture surréaliste, semblable à un cirque, avec Rihanna vêtue de noir, portant du maquillage sombre et de longs ongles noirs, appuyant sur les touches d'un grand piano sombre et regardant la caméra. Au début de la chanson, une série d'images de Rihanna sont montrées. Dans une scène, elle est piégée dans des lentilles qui donnent l'impression que ses yeux ont roulé vers l'arrière de sa tête. Rihanna est en prison avec deux gardes qui la surveillent de chaque côté. D'autres scènes montrent Rihanna assise sur une chaise de trône et chantant la chanson tandis que deux femmes homosexuelles (l'une d'elles jouée par la drag queen américaine Detox Icunt) l'entourent. De nombreuses personnes autour d'elle la retiennent alors devant la chambre à gaz. Lors du premier refrain, Rihanna est attachée à un lit duquel elle ne peut pas s'échapper. Dans la scène suivante, Rihanna et ses danseurs exécutent une routine de danse de style Thriller. [ 56 ] Au début du deuxième couplet, on voit Rihanna tenir une colonne entourée de feu. Plus tard dans la chanson, Rihanna traîne une poupée masculine sur un filet métallique. Dans le deuxième refrain, elle se retrouve dans une pièce où ses mains sont coincées dans le mur et ses pieds dans le sol ; elle porte un justaucorps en fil de fer barbelé et des tarentules rampent sur tout son corps. Pendant la transition, Rihanna se retrouve dans une très petite pièce, les mains et les pieds enchaînés ensemble, d'où elle ne peut s'échapper. La vidéo se termine avec Rihanna se tournant sur sa chaise, regardant la caméra.
Selon Tamar Anitai de MTV Buzzworthy, « Disturbia » est « le yin du yang de « Wall to Wall » de Chris Brown, avec des filles effrayantes escaladant des murs en latex. »[56] Elle a ensuite classé le clip cinquième du Top 5 des clips les plus paranoïaques de Buzzworthy, déclarant : « Dans « Disturbia » de Rihanna, l'obsession se manifeste par des tarentules terrifiantes, des perruques, des loups et un type effrayant avec un cache-œil. Et des corsets SM. La paranoïa n'a jamais été aussi surnaturellement sexy ! »[57] Simon Vozick-Levinson d'Entertainment Weekly a également examiné le clip, commentant : « On dirait qu'elle est tombée par hasard sur le clip « Closer » de Nine Inch Nails, ou sur un asile victorien effrayant. » Il a ensuite ajouté que la vidéo n'était pas ce à quoi il s'attendait d'une chanson dance-pop, mais que « c'est aussi cool que Rihanna essaie quelque chose de nouveau ». [58] Jillian Mapes de Billboard a écrit que dans la vidéo, Rihanna crée « un look envoûtant et audacieux qui rappelle davantage Marilyn Manson que ses collègues du Top 40 ». Le clip a été élu sixième meilleur clip des années 2000 dans un sondage Billboard. [ 59 ]

## Formats
| Téléchargement numérique 1. "Disturbia" (Album Version) – 4:00 2. "Disturbia" (Instrumental) – 3:58 Remix numériques 1. "Disturbia" (Jody Den Broeder Remix) – 7:45 2. "Disturbia" (Craig C's Master Vocal Mix) – 9:17 3. "Disturbia" (Craig C's and Nique's Tribal Mayhem Mix) – 8:21 4. "Disturbia" (Jody Den Broeder Bum Bum Dub) – 8:15 5. "Disturbia" (Craig C's Disturbstramental Mix) – 9:17 | FR Extended Play 1. "Disturbia" (Album Version) – 4:00 2. "Disturbia" (Jody den Broeder Radio Edit) – 3:52 3. "Disturbia" (Instrumental) – 3:58 Single CD au Royaume-Uni et en Allemagne 1. "Disturbia" – 3:58 2. "Disturbia" (Jody den Broeder Radio Edit) – 3:52 3. "Disturbia" (Instrumental) – 3:58 4. "Disturbia" (Music video) – 4:20 |

## Crédits et personnel
Les crédits sont extraits des textes sur la pochette de Good Girl Gone Bad: Reloaded.
| - Voix principale: Rihanna - Chœurs: Andre Meritt et Chris Brown - Écrit et composé par Andre Meritt, Chris Brown, Brian Kennedy et Robert Allen - Produit par Brian Kennedy | - Enregistré à "Rocky Mountain Recorders" à Denver, Colorado - Enregistré par Andrew Vastola - Production vocale par Makeba Ridick - Arrangé par Phil Tan - Assistant (s): Carlos Oyanedel |

## Classement
| Pays                                     | Meilleure position |
| ---------------------------------------- | ------------------ |
| Australie                                | 17                 |
| Belgique                                 | 1                  |
| Bulgarie                                 | 31                 |
| Canada                                   | 3                  |
| Irlande                                  | 7                  |
| Nouvelle-Zélande                         | 5                  |
| Suède                                    | 16                 |
| Suisse                                   | 34                 |
| Royaume-Uni                              | 9                  |
| États-Unis Billboard Hot 100             | 1                  |
| États-Unis Billboard Pop 100             | 1                  |
| États-Unis Billboard Hot Digital Songs   | 1                  |
| États-Unis Billboard Hot Dance Club Play | 29                 |
| États-Unis Billboard Hot Dance Airplay   | 11                 |

Depuis sa sortie en téléchargement, Disturbia se classe également en 2e place dans la liste de iTunes.

## Classements
| Classement (2008–09)                              | Meilleure position atteinte |
| ------------------------------------------------- | --------------------------- |
| Australie (ARIA)                                  | 6                           |
| Autriche (Ö3 Austria Top 40)                      | 4                           |
| Belgique (Ultratop 50 Flanders)                   | 1                           |
| Belgique: Belgium Dance (Ultratop Flanders)       | 13                          |
| Belgique (Ultratop 50 Wallonia)                   | 4                           |
| Belgique: Belgium Dance (Ultratop Wallonia)       | 13                          |
| Canada (Canadian Hot 100)                         | 2                           |
| Communauté des États indépendants (Tophit)        | 4                           |
| République tchèque (Rádio Top 100)                | 10                          |
| Danemark (Tracklisten)                            | 4                           |
| European Hot 100 Singles (Billboard)              | 2                           |
| Finlande (Suomen virallinen lista)                | 2                           |
| France (SNEP)                                     | 3                           |
| Allemagne (Official German Charts)                | 5                           |
| Hongrie (Rádiós Top 40)                           | 4                           |
| Irlande (IRMA)                                    | 4                           |
| Israël (Media Forest)                             | 2                           |
| Italie (FIMI)                                     | 14                          |
| Pays-Bas (Dutch Top 40)                           | 10                          |
| Pays-Bas (Single Top 100)                         | 12                          |
| Nouvelle-Zélande (Recorded Music NZ)              | 1                           |
| Norvège (VG-lista)                                | 3                           |
| Pologne (Polish Airplay Charts)                   | 2                           |
| Portugal (Billboard)                              | 6                           |
| Roumanie (Romanian Top 100)                       | 7                           |
| Slovaquie (Rádio Top 100)                         | 7                           |
| Espagne (PROMUSICAE)                              | 10                          |
| Suède (Sverigetopplistan)                         | 4                           |
| Suisse (Schweizer Hitparade)                      | 4                           |
| Royaume-Uni: UK Singles (Official Charts Company) | 3                           |
| États-Unis: US Billboard Hot 100                  | 1                           |
| États-Unis: US Adult Pop Songs                    | 31                          |
| États-Unis: US Dance Club Songs (Billboard)       | 1                           |
| États-Unis: US Dance/Mix Show Airplay (Billboard) | 1                           |
| États-Unis: US Hot R&B/Hip-Hop Songs (Billboard)  | 88                          |
| États-Unis: US Mainstream Top 40 (Billboard)      | 1                           |
| États-Unis: US Pop 100 (Billboard)                | 1                           |
| États-Unis: US Rhythmic (Billboard)               | 8                           |
| Venezuela: Venezuela Pop Rock (Record Report)     | 1                           |

| Classement (2008)                          | Position |
| ------------------------------------------ | -------- |
| Australie Singles Chart                    | 22       |
| Autriche Singles Chart                     | 45       |
| Belgique: Singles Chart (Flanders)         | 23       |
| Belgique: Singles Chart (Wallonia)         | 71       |
| Canada Canadian Hot 100                    | 8        |
| Communauté des États indépendants (Tophit) | 74       |
| European Hot 100 Singles                   | 17       |
| France Singles Chart                       | 49       |
| Allemagne(Official German Charts)          | 41       |
| Hongrie (Rádiós Top 40)                    | 34       |
| Irlande Singles Chart                      | 18       |
| Italie Singles Chart                       | 50       |
| Pays-Bas Singles Chart                     | 38       |
| Pays-Bas Single Top 100                    | 51       |
| Nouvelle-Zélande Singles Chart             | 21       |
| Suède Singles Chart                        | 36       |
| Suisse Singles Chart                       | 21       |
| Royaume-Uni Singles Chart                  | 18       |
| États-Unis: Billboard Hot 100              | 16       |
| États-Unis: Dance/Mix Show Airplay         | 10       |
| États-Unis: Mainstream Top 40              | 11       |
| États-Unis: Rhythmic Songs                 | 40       |

| Classement (2009)    | Position |
| -------------------- | -------- |
| Canadian Hot 100     | 91       |
| Swiss Singles Chart  | 74       |
| US Billboard Hot 100 | 77       |

| Chart (2000–09)      | Position |
| -------------------- | -------- |
| US Billboard Hot 100 | 64       |

| Classement           | Position |
| -------------------- | -------- |
| US Billboard Hot 100 | 471      |